# ディオネ (衛星)
ディオネまたはディオーネ (Saturn IV Dione) は、土星の第4衛星である。1684年3月21日にジョヴァンニ・カッシーニによってテティスと共に発見された。

## 概要

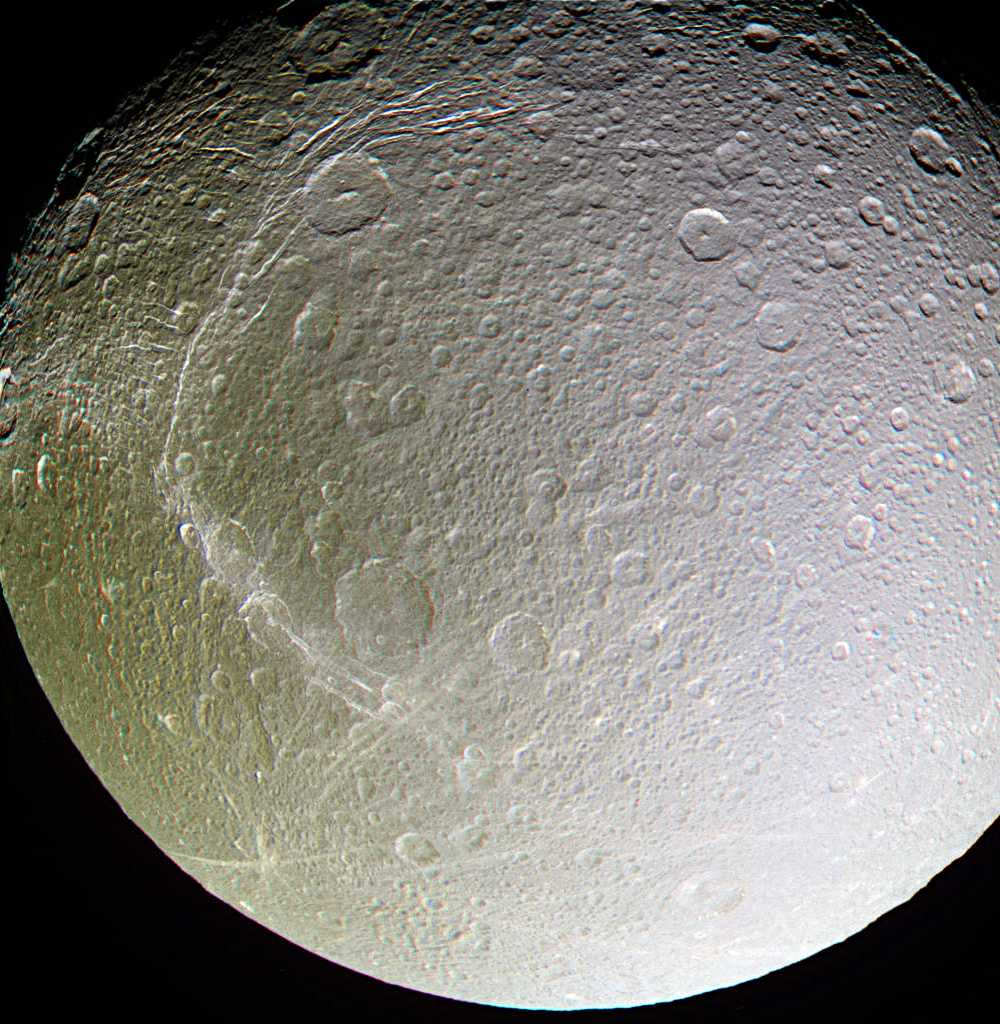
ディオネの表面。色の違いを分かりやすくするために色彩を強調している。

ディオネは土星の衛星では4番目に大きく、密度はタイタン、フェーベに次ぐ。岩石を含む氷が主成分であると見られている。公転方向前側の半球はクレーターが多く明るい表面を持つ。一方で後側の半球は暗く、クレーターは少ない。後行半球には網目状の線があり、これは形成直後の内部活動で生じたと考えられている。これらの性質はレアに似ている。
2011年の無人探査機カッシーニの観測により、極めて薄いながら、酸素を主成分とする大気が存在することが分かった。これは土星の荷電粒子が表面の氷を分解して生じさせていると考えられている。気圧は2.9×10−7 Paという極めて低いものであり、この気圧は地球の483 kmの高度に相当する。
また、同じくカッシーニのデータから、ディオネの北半球に存在する長さ約800 km の隆起地形である Janiculum Dorsa を調べた結果、氷の湾曲の度合いから、その場所が過去に高温になっていることが推定された。このことから、氷を主体とする他の衛星と同様、地下に海が存在することが示唆されている。
ディオネの公転軌道上にはトロヤ衛星がある。ラグランジュ点 L4 にはヘレネ、L5 にはポリデウケスが存在する。

## 発見と命名
ディオネは1684年3月21日に、ジョヴァンニ・カッシーニによってテティスと共に発見された。カッシーニはそれ以前にもレアとイアペトゥスを発見している。これらの衛星は、カッシーニがパリ天文台に設置した大型の空気望遠鏡を用いて観測された。
カッシーニは自らが発見した4つの衛星に対して、ルイ14世を讃えて Sidera Lodoicea と名付けた。これは「ルイの星」という意味である。17世紀の終わりになると、天文学者はこれらの4衛星とタイタンをあわせ、Saturn I から Saturn V というように番号で呼ぶようになった。1789年にミマスとエンケラドゥスが発見されるとこの命名方法は Saturn VII まで拡張され、古い5衛星の番号を押し上げる形で番号が振り直された。この方式が続いたのは1848年にヒペリオンが発見されるまでであり、この時はイアペトゥスの番号が Saturn VIII に変更された。
これらの7つの衛星に現在知られている名前を与えたのは、天文学者のジョン・ハーシェルである。彼はミマスとエンケラドゥスの発見者であるウィリアム・ハーシェルの息子である。1847年に発表した『Results of Astronomical Observations made at the Cape of Good Hope』の中で、7つの衛星に対して命名した。ディオネの名前は他の土星の衛星と同じく、ギリシア神話の巨人族（ティーターン）の1人ディオーネーに因む。ディオーネーはクロノスの姉で、またゼウスとの間にアプロディーテーをもうけたとされる。

## 軌道
ディオネの軌道長半径は 377,415 km であり、これは地球の月の軌道長半径より 2% ほど小さい。しかし土星の質量は地球のおよそ95倍と大きいため、ディオネの軌道周期は月の10分の1程度である。
現在のディオネはエンケラドゥスと1:2の平均運動共鳴を起こしており、エンケラドゥスが土星を2周する間にディオネは土星を1周する。この共鳴は両衛星の軌道離心率を一定の値 (ディオネ：0.0022、エンケラドゥス：0.0047) に維持しており、その結果として両衛星内部での潮汐加熱を生じさせる。この潮汐加熱は、特に活発な噴出活動を行っていることが知られるエンケラドゥスの地質活動を考える上で重要となる。同様に、ディオネ内部での潮汐加熱に対しても重要である。
ディオネは自身の軌道上に共回転するトロヤ衛星であるヘレネとポリデウケスを持っている。ヘレネはディオネから 60° 先行した位置にある L4 付近、ポリデウケスは 60° 後方にある L5 付近に存在する。軌道力学の観点からは、これらのトロヤ衛星はディオネとの 1:1 の平均運動共鳴を起こしている状態にある。同じ力学的関係にある土星の衛星として、テティスとそのラグランジュ点に存在するテレストとカリプソがある。

## 物理的特徴と内部構造

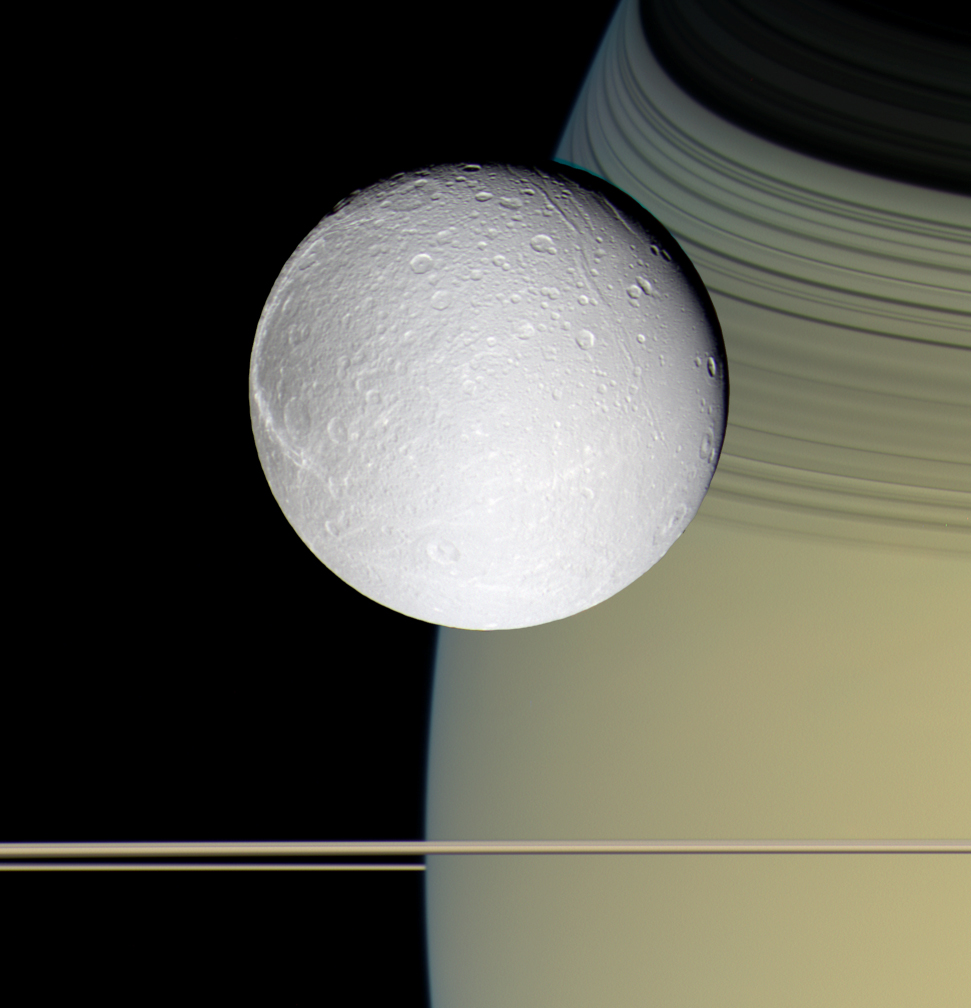
ディオネと土星の環および土星。

ディオネの直径は1122 km であり、土星の衛星では4番目に大きく、太陽系の衛星のなかでも15番目に大きい。また自身より小さいサイズの衛星の中では最も重い。ディオネの質量のおよそ3分の2は氷で、残りはおそらくは岩石質の高密度の核から成っていると考えられる。
ディオネはレアと非常に似た特徴を示す。ただしレアと比較するといくらかサイズは小さく、密度は高い。どちらの衛星も似たアルベドの特徴を示し、変化に富んだ地形を持ち、さらに公転の先行半球と後行半球で異なる特徴を示す。ディオネの先行半球は一様に明るい表面を持つ。しかし後行半球には網目状の氷の断崖が見られ、独特の特徴を示している。

### 内部海の存在
土星探査機カッシーニの観測で得られたデータから、ディオネは内部海を持っている可能性があることが示唆されている。これは軌道共鳴の相手であるエンケラドゥスと同じ状況である。表面に発見されている Janiculum Dorsa という地形は、内部に海が存在すると考えると説明することができる。この地形は高さが 1〜2 km あり、ディオネの地殻はその下 0.5 km ほどまで広がっているように思われる。このことは、Janiculum Dorsa が形成された段階では氷地殻は暖かかったことを示唆しており、これは衛星の潮汐変形を大きくする地下の液体の海が存在するためであると考えられる。
衛星の形状と重力のデータを元にすると、全球的に広がる液体の水の内部海は厚さ 65 ± 30 km で、その上に 99 ± 23 km の厚さの氷の地殻が存在していると予測される。
内部海があると見られるディオネとエンケラドゥスはどちらも静水圧平衡の形状をしておらず、平衡からのずれはアイソスタシーによって維持されている。ディオネの氷地殻の厚みのばらつきは 5% 未満だと考えられており、最も薄いのは氷地殻への潮汐加熱が最大になる両極付近である。

### 氷崖

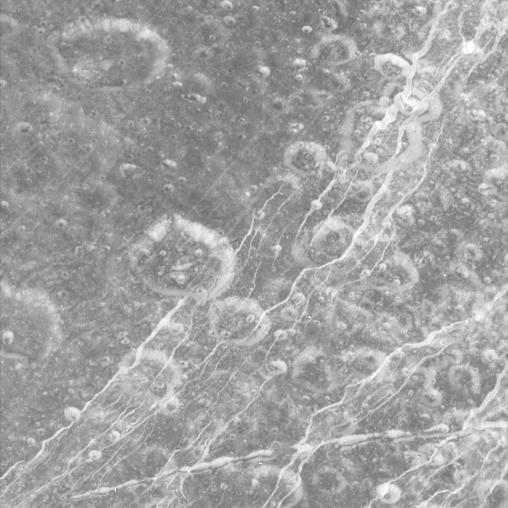
古いクレーターを横切る割れ目地形。Carthage Fossae と呼ばれる地形は画像の右上から左下に向かって走っており、Pactolus Catena は画像の下部を水平に近い角度で横切っている。

ボイジャー1号が1980年にディオネを撮影した際、後行半球の表面を覆う細い構造が存在するのが発見された。この時に判明したのは、これらの構造が高いアルベドを示し、かつその下部にある表面の特徴を隠してしまわないくらいには薄いということのみであり、このような構造が形成される要因は謎であった。ひとつの仮説は、形成直後のディオネは地質学的に活発であり、氷の火山などの現象によって形成されたというものである。この仮説では、氷の火山活動によって衛星表面の大部分が更新され、割れ目に沿った噴出によって形成された筋状の構造と、噴出物が雪や灰のように表面に降り積もった結果として形成されたとされる。その後内部活動と表面の更新が停止し、公転の先行半球には天体衝突によるクレーター形成が継続したため、先行半球での筋状構造を消し去ってしまったと考えられた。
しかしこの仮説は2004年12月13日のカッシーニのフライバイで近距離から画像が得られた際に誤りであることが判明した。これらの細い構造 (wisp) は、実際には氷の堆積物で出来ているわけではなく、地質学的な破砕によって形成される明るい氷の崖であった (カズマ地形)。つまり、ディオネはその後行半球が膨大な破砕地形に覆われた状態の天体であることが判明したのである。
その後2005年10月11日に、カッシーニはディオネから500 km の近距離をフライバイして観測を行った。この時には氷崖を斜め方向から撮影した画像が得られており、これをもとに崖のいくつかは数百メートルの高さを持つことが判明した。

### クレーター
ディオネの表面には、クレーターが非常に多く存在する領域と、クレーターがやや多い平原、少しのクレーターが見られる平原、地質学的な破砕が見られる領域が存在する。クレーターが非常に多く存在する領域では、直径が 100 km よりも大きなクレーターが多数存在する。平原領域に見られるクレーターは直径が 30 km 以下という傾向がある。クレーターが非常に多い地形の大部分は後行半球側に見られ、クレーターが少ない平原は先行半球に見られる。これは科学者が予想した状態とは反対の傾向である。ユージン・シューメーカーと Ruth Wolfe は潮汐固定された衛星へのクレーター形成のモデルを提案しており、先行半球でクレーター形成率が最も高く、後行半球で最も低くなるとした。そのため、ディオネは後期重爆撃期の最中は現在と逆向きに土星に潮汐固定されていたことが示唆される。ディオネは比較的小さい衛星であるため、35 km 以上のクレーターを形成するような天体衝突が発生した場合、衛星が回転させられる。このサイズのクレーターは多数見られるため、形成直後の後期重爆撃期には何度も衝突によって回転させられていた可能性がある。現在のディオネのクレーター形成のパターンと、先行半球側が明るい表面を持つという特徴から、ディオネが現在の向きで潮汐固定されてから数十億年は経過していると考えられる。
カリストと同様に、ディオネに見られるクレーターには月や水星に見られるような大きな起伏は見られない。これは地質学的な時間に渡って、脆弱な氷地殻が沈降した結果だと考えられる。

## 大気
2010年4月7日にカッシーニがディオネをフライバイして観測を行った際に、薄い酸素分子イオン (O2+) の大気層が検出された。この大気は非常に薄いため、科学者はこれを希薄な大気というよりも外気圏とみなすべきものであると考えている。カッシーニのプラズマ分析器で測定された酸素分子イオンの数密度は、1立方センチメートルあたり0.01から0.09個である。
観測の際のバックグラウンドレベルが高かったため、カッシーニの観測ではディオネの外気圏から水を直接検出することはできなかった。しかし、土星の強力な放射線帯からの高電荷の粒子が氷の中の水分子を水素と酸素に分解すると考えられる。

## 探査
ディオネの初めての接近観測はボイジャー1号によって行われた。また土星探査機カッシーニによる接近観測は合計5回にわたって行われた。ディオネを目標とした近接フライバイでは、2005年10月11日に 500 km の距離からの観測が行われ、その他にも2010年4月7日にも同じく 500 km の距離からの観測が行われている。3回目のフライバイは2011年12月12日に行われ、99 km の距離にまで接近している。その後2015年6月16日には 516 km、同年8月17日には最後のフライバイが 474 km の距離で行われている。